# Сидорово (Псковский район)
Сидорово — деревня в Ядровской волости Псковского района Псковской области.
Расположена в 21 км к югу от южной границы Пскова и деревни Черёха.
Численность населения деревни по состоянию на 2000 год составляла 6 жителей.